# Федеріко Аллазіо
Федеріко Аллазіо (італ. Federico Allasio, 30 травня 1914, Турин — 27 травня 1987, Полонгера) — італійський футболіст, що грав на позиції півзахисника. По завершенні ігрової кар'єри — тренер.

## Клубна кар'єра
Народився 30 травня 1914 року в місті Турин. Вихованець футбольної школи клубу «Торіно». Дорослу футбольну кар'єру розпочав 1932 року в основній команді того ж клубу, в якій провів дев'ять сезонів, взявши участь у 170 матчах чемпіонату. За цей час виборов титул володаря Кубка Італії у 1936 році.
Своєю грою за цю команду привернув увагу представників тренерського штабу клубу «Дженоа», до складу якого приєднався 1941 року. Відіграв за генуезький клуб наступні п'ять сезонів своєї ігрової кар'єри.
Завершував професійну ігрову кар'єру у клубі Серії В «Суццара», де протягом 1946—1947 років був граючим тренером.

## Виступи за збірну
25 жовтня 1936 року зіграв один матч у складі другої збірної Італії.

## Кар'єра тренера
У першій половині 1948 року став головним тренером «Дженоа», замінивши англійця Вільяма Гарбатта у клубі Серії А. З невеликою перервою працював у клубі до 1950 року.
Влітку 1950 року прийняв пропозицію попрацювати у клубі Серії В «Барі». Проте залишив команду з Барі вже після семи зіграних турів.
Після цього з 1951 року був головним тренером команди «Кальярі», з яким у першому сезоні вийшов у Серію В, де працював з командою до 1954 року.
З початку сезону 1954/55 знову розпочав роботу у Серії А, очоливши «Лаціо», але також після семи турів покинув команду.
1955 року недовго був головним тренером «Верони», після чого протягом 1956—1958 років знову очолював тренерський штаб «Барі». В останньому сезоні він вивів команду до Серії А, після чого прийняв пропозицію попрацювати у «Торіно». Але погані результати призвели до швидкого звільнення Федеріко вже після 11 турів, проте і без Аллазіо команда закінчила сезон останньою, і вперше в своїй історії вилетіла до Серії В.
Після цього протягом 2 років, починаючи з 1959, був головним тренером «Болоньї» у Серії А, вигравши в останній рік Кубок Мітропи, після чого у 1961 знову недовго був тренером «Барі».
Паралельно з його тренерською діяльністю Аллазіо також взяв на себе роль керівника, а в 1963 році він був призначений генеральним директором «Турріса», де працював протягом року. Після цього Аллазіо повернувся до тренерської роботи, очолюючи «Торрес», «Алессандрію» та «Трані», з 1969 року він повернувся до «Турріса» як спортивний директор, де працював до 1971 року.
Помер 27 травня 1987 року на 73-му році життя у місті Полонгера.

## Статистика виступів

### Статистика виступів у кубку Мітропи
| №                      | Розіграш               | Стадія                 | Дата та місце проведення | Команда 1              | Рахунок | Команда 2 | Голи |
| ---------------------- | ---------------------- | ---------------------- | ------------------------ | ---------------------- | ------- | --------- | ---- |
| 1                      | 1936                   | кв. раунд              | 07.06.1936 Берн          | Берн                   | 1:4     | Торіно    |      |
| Всього у кубку Мітропи | Всього у кубку Мітропи | Всього у кубку Мітропи | Всього у кубку Мітропи   | Всього у кубку Мітропи | 1       |           | 0    |

## Титули і досягнення

### Як гравця
- Володар Кубка Італії (1):

«Торіно»: 1935–36
- Срібний призер чемпіонату Італії (1):

«Торіно»: 1938–1939
- Бронзовий призер чемпіонату Італії (2):

«Торіно»: 1935–1936, 1936–1937.

### Як тренера
- Володар Кубка Мітропи (1):

«Болонья»: 1961

## Особисте життя
Є батьком відомої італійської акторки Маріси Аллазіо.